# 18567 Segenthau
18567 Segenthau este un asteroid din centura principală de asteroizi.

## Descriere
18567 Segenthau este un asteroid din centura principală de asteroizi. A fost descoperit pe 27 septembrie 1997 la Observatorul Starkenburg din Heppenheim. Asteroidul prezintă o orbită caracterizată de o semiaxă mare de 2,78 ua, o excentricitate de 0,07 și o înclinație de 3,4° în raport cu ecliptica.